# Lethrus aralicus
Lethrus aralicus är en skalbaggsart som beskrevs av Nikolajev 2003. Lethrus aralicus ingår i släktet Lethrus och familjen tordyvlar. Inga underarter finns listade i Catalogue of Life.